# Мантињано-Уњано (Фиренца)
Мантињано-Уњано је насеље у Италији у округу Фиренца, региону Тоскана.
Према процени из 2011. у насељу је живело 2893 становника. Насеље се налази на надморској висини од 38 м.